# Напівметал (спінтроніка)
Напівметал (англ. half-metal) — у спінтроніці матеріал, котрий характеризується ненульовою електропровідністю лише для  електронів із певним напрямком спіна.

## Загальні відомості
Напівметали характеризуються тим, що на рівні Фермі існують дозволені стани лише для електронів із певним напрямком спіна. Для протилежного напрямку спіна вони є діелектриками або напівпровідниками. До цього можуть призводити як фізичні, так і хімічні причини, що є основою класифікації напівметалів. Теоретично вважається можливим отримати антиферомагнітні напівметали, у яких компенсація магнітних моментів буде відбуватись у кристалографічно різних вузлах кристалічної ґратки. Вони можуть слугувати спіновими поляризаторами, але на практиці 100%-а поляризація не досягається через розсіяння носіїв струму. Одне з найбільших досягнутих значень становило 98,4 % в CrO2.

## Приклади
- NiMnSb
- Манганіти лантана, які також є цікавими завдяки колосальному[en] магнетоопору
- Sr0,2FeMoO6